# Yamaha YZR-M1
La Yamaha YZR-M1 es una motocicleta de velocidad de cuatro tiempos específicamente desarrollada por Yamaha Motor Company para competir en el Campeonato del Mundo de Motociclismo de MotoGP. La YZR-M1 sucedió a la Yamaha YZR500 de 500cc desde la temporada 2002 y fue desarrollada originalmente con un motor de 990 cc.  Desde entonces, la YZR-M1 ha sido continuamente desarrollada en varias iteraciones a través de las eras 990cc, 800cc y 1000cc del Campeonato del Mundo de MotoGP.

## Historia
La temporada 2002 fue la primera y única en la que las motocicletas de 4 tiempos y 990 cc corrieron junto con las 500 cc de 2 tiempos. Modificando su YZR500 de 4 cilindros en V, Yamaha diseñó la YZR-M1 (M1 de "Mission One" / "Misión uno") con un motor de 4 cilindros en línea porque era la configuración que se consideraba que tenía el mejor equilibrio mutuo con el chasis. Además, Yamaha quería preservar la gran manejabilidad de la YZR500, por lo que el motor de la M1 fue diseñado para encajar en un chasis desarrollado sobre la estructura básica de la YZR500. La M1 estaba equipada con un sistema electrónico de gestión del motor que controlaba el frenado del motor endémico de 4 tiempos. El nuevo motor tenía 5 válvulas por cilindro, era alimentado por carburadores y comenzó con un desplazamiento de 942 cc; en la segunda mitad de la temporada progresó hasta el límite de regulación de 990 cc. El diseño del bastidor también evolucionó durante la temporada, con el ajuste de la posición de montaje del motor y el cambio en la forma del tanque de combustible.
La M1 fue probada y desarrollada por Max Biaggi, John Kocinski, Norihiko Fujiwara y Kyoji Namba a lo largo de 2001. Fue pilotada en la temporada 2002 por Biaggi y Carlos Checa en el equipo de fábrica, y hacia el final de la temporada también se le proporcionaron M1 a Norifumi Abe, Olivier Jacque y Shinya Nakano. Biaggi logró dos victorias en la República Checa y Malasia y quedó en segundo lugar en la clasificación general, al igual que Yamaha quedó en el segundo lugar en el campeonato de constructores.
En 2003, el motor pasó de la carburación a la inyección de combustible, y el sistema de control del freno del motor fue reemplazado por un sistema de control de ralentí que ajustaba automáticamente la apertura de la válvula de mariposa en dos de los cuatro cilindros para mejorar la estabilidad y el manejo durante la desaceleración. Los pilotos de la M1 fueron Carlos Checa, Alex Barros, Olivier Jacque, Marco Melandri, Shinya Nakano y Norifumi Abe. Esta fue una mala temporada para la motocicleta, no consiguió ninguna victoria y solo obtuvo un podio cortesía de Alex Barros en el Gran Premio de Francia. Checa fue el mejor piloto Yamaha, terminó séptimo en la clasificación, mientras que en el campeonato de constructores Yamaha terminó en la tercera posición.
Valentino Rossi firmó un contrato de dos años con Yamaha para la temporada 2004, en un movimiento que la prensa describió como "morder más de lo que podía masticar". Fue ampliamente criticado no solo por sus detractores y periodistas, sino también por muchos fanáticos, que incluso aseguraban que él no sería capaz de llevar a la YZR-M1 al nivel de la Honda RC211V. Un bien publicitado ritmo de desarrollo de Honda durante la pretemporada alimentó la expectativa de que la Honda RC211V en manos de pilotos del calibre de Max Biaggi y Sete Gibernau no tendría ningún problema en retener el título mundial de Honda.
Rossi no fue la única deserción que Honda tuvo que enfrentar; Jeremy Burgess (jefe de equipo de Rossi en Honda), junto con la mayoría de su equipo, fueron convencidos por Rossi para unirse a él en Yamaha. Este fue un movimiento astuto, y Rossi lo citó en su autobiografía como fundamental para proporcionarle la base sólida necesaria para lanzar un ataque al campeonato con la YZR-M1.
Durante las pruebas de  pretemporada de 2004, Yamaha dio un paso al frente sacando todo el potencial de la relación de Rossi y Burgess. A través de un régimen sistemático de desarrollo y pruebas, buscaron refinar los rasgos tradicionalmente fuertes de la M1, como la buena frenada y la buena maniobrabilidad (que impresionó a Rossi), y juntarlos con un buen equilibrio y transición de potencia. Trabajando en estrecha colaboración con Rossi y Burgess, los ingenieros de Yamaha bajo el mando del líder del proyecto YZR-M1, Koichi Tsuji, experimentaron con varias modificaciones del motor en un intento de arreglar la entrega de potencia, y finalmente se decidió seguir adelante con una configuración de cuatro válvulas por cilindro (a diferencia de la anterior coniguración de cinco válvulas por cilindro), con un orden de disparó del cilindro especialmente refinado. Esto convirtió el motor de cuatro cilindros en línea de un "screamer" tradicional, donde los pulsos de potencia están espaciados equitativamente (cada 180 grados de arranque) en el ciclo de cuatro tiempos, en un llamado motor de "long bang" donde los pulsos de potencia se agrupan de manera desigual a través del ciclo (270-180-90-180). Este orden de encendido imita la energía cinética constante de un motor V4 mientras mantiene el deseable empaque del motor de un tradicional cuatro cilindros en línea. Estos desarrollos mejoraron significativamente las características de torque del motor y, junto con ligeros cambios en la posición del motor en el chasis, hicieron que la M1 fuera mucho más fácil de controlar en el límite de adhesión al salir de las curvas. Después de un frenético invierno de desarrollo y pruebas, el equipo mostró al mundo que habían dado un paso significativo en la dirección correcta, cuando Rossi y la M1 ganaron el automóvil BMW en la prueba IRTA de pretemporada 2004 en Cataluña, al registrar la vuelta más rápida. de la sesión abierta (similar a la calificación de una carrera normal).
Con la tradicional primera carrera de la temporada en Suzuka fuera del campeonato debido a motivos de seguridad, la temporada 2004 comenzó en Welkom en Sudáfrica. En una gran carrera, Rossi logró la victoria y no solo silencio a sus críticos, sino que se convirtió en el primer piloto en la historia en ganar dos grandes premios consecutivos con dos constructores diferentes. Rossi continuo demostrando un gran rendimiento, ganó 8 grandes premios más en su camino para ganar el Campeonato del Mundo de 2004, con un total de 304 puntos. Los pilotos de Honda Sete Gibernau y Max Biaggi quedaron en segundo y tercer lugar con 257 y 217 puntos respectivamente.
La temporada 2004 se desarrolló para darle a Rossi la oportunidad que había buscado; demostrar que fue su talento, y no solo la motocicleta, lo que lo llevó a ganar el campeonato. Al hacerlo, también logró uno de los grandes golpes en la historia del campeonato del mundo, ganar el título con las dos grandes marcas japonesas Honda y Yamaha.
La asociación entre la YZR-M1 y Rossi continuó dominando en 2005, ganó el campeonato con un margen de 147 puntos sobre el piloto del Movistar Honda MotoGP Marco Melandri en segundo lugar. La M1 de 2005 fue aclamada por los expertos como una gran motocicleta de carreras, e ilustró que Yamaha, con el aporte de Rossi, había creado una motocicleta de carreras destinada a vencer a los demás con bastante facilidad. Rossi diría más tarde que la M1 de 2005 fue la mejor motocicleta que jamás haya pilotado.

## Sumario
8 Campeonatos de Pilotos ganados:

 Valentino Rossi en 2004, 2005, 2008 y 2009.

 Jorge Lorenzo en 2010, 2012 y 2015.

 Fabio Quartararo en 2021
7 Campeonatos de Equipos ganados: 2004, 2005, 2008, 2009, 2010, 2015 y 2016.
5 Campeonatos de Constructores ganados: 2005, 2008, 2009, 2010 y 2015.
124 carreras ganadas:

2002: Biaggi 2

2004: Rossi 9

2005: Rossi 11

2006: Rossi 5

2007: Rossi 4

2008: Rossi 9, Lorenzo 1

2009: Rossi 6, Lorenzo 4

2010: Lorenzo 9, Rossi 2

2011: Lorenzo 3, Spies 1

2012: Lorenzo 6

2013: Lorenzo 8, Rossi 1

2014: Rossi 2, Lorenzo 2

2015: Lorenzo 7, Rossi 4

2016: Lorenzo 3, Rossi 2

2017: Viñales 3, Rossi 1

2018: Viñales 1

2019: Viñales 2

2020: Quartararo 3, Morbidelli 3, Viñales 1

2021: Quartararo 5, Viñales 1

2022: Quartararo 3

## Resultados en MotoGP
(Carreras en negro indican pole position, carreras en italics indican vuelta rápida)
| Año  | Neu. | Equipo                              | N.º | Piloto               | 1   | 2   | 3   | 4   | 5   | 6   | 7   | 8   | 9   | 10  | 11  | 12  | 13  | 14  | 15  | 16  | 17  | 18  | 19  | 20  | 21  | 22  | Pts      | C.P.  |
| ---- | ---- | ----------------------------------- | --- | -------------------- | --- | --- | --- | --- | --- | --- | --- | --- | --- | --- | --- | --- | --- | --- | --- | --- | --- | --- | --- | --- | --- | --- | -------- | ----- |
| 2002 | M    |                                     |     |                      | JPN | RSA | ESP | FRA | ITA | CAT | NED | GBR | GER | CZE | POR | RÍO | PAC | MAL | AUS | VAL |     |     |     |     |     |     |          |       |
| 2002 | M    | Marlboro Yamaha Team                | 3   | Max Biaggi           | Ret | 9   | DSQ | 3   | 2   | 4   | 4   | 2   | 2   | 1   | 6   | 2   | Ret | 1   | 6   | 3   |     |     |     |     |     |     | 215      | 2.º   |
| 2002 | M    | Marlboro Yamaha Team                | 7   | Carlos Checa         | 3   | 5   | Ret | Ret | 4   | 3   | 3   | Ret | 4   | 5   | 2   | Ret | 5   | 7   | 11  | Ret |     |     |     |     |     |     | 141      | 5.º   |
| 2002 | M    | Antena 3 Yamaha d'Antin             | 6   | Norifumi Abe         |     |     |     |     |     |     |     |     |     |     |     |     |     |     | DNS | 10  |     |     |     |     |     |     | 6 (129)  | 6.º   |
| 2002 | M    | Gauloises Yamaha Tech 3             | 19  | Olivier Jacque       |     |     |     |     |     |     |     |     |     |     |     |     |     | Ret | 8   | 9   |     |     |     |     |     |     | 15 (81)  | 10.º  |
| 2002 | M    | Gauloises Yamaha Tech 3             | 56  | Shinya Nakano        |     |     |     |     |     |     |     |     |     |     |     |     |     | 6   | 13  | 6   |     |     |     |     |     |     | 23 (68)  | 11.º  |
| 2003 | M    |                                     |     |                      | JPN | RSA | ESP | FRA | ITA | CAT | NED | GBR | GER | CZE | POR | RÍO | PAC | MAL | AUS | VAL |     |     |     |     |     |     |          |       |
| 2003 | M    | Gauloises Yamaha Team               | 4   | Alex Barros          | 8   | 5   | 5   | 3   | Ret | 8   | 8   | DNS | Ret | 7   | 11  | 12  | 6   | 15  | Ret | 6   |     |     |     |     |     |     | 101      | 9.º   |
| 2003 | M    | Gauloises Yamaha Team               | 19  | Olivier Jacque       | 15  | 10  | 10  | 4   | 10  | Ret | 5   | Ret | 9   | 11  | 13  | Ret | 13  | DNS | 6   | Ret |     |     |     |     |     |     | 71       | 12.º  |
| 2003 | M    | Fortuna Yamaha Team                 | 7   | Carlos Checa         | 10  | 9   | Ret | Ret | 8   | 4   | 4   | 6   | 8   | 4   | 8   | 9   | Ret | 5   | 8   | 5   |     |     |     |     |     |     | 123      | 7.º   |
| 2003 | M    | Fortuna Yamaha Team                 | 33  | Marco Melandri       | WD  |     | 17  | 15  | 11  | 13  | Ret | Ret | Ret | 10  | 7   | 11  | 5   | 11  | Ret |     |     |     |     |     |     |     | 45       | 15.º  |
| 2003 | M    | Fortuna Yamaha Team                 | 17  | Norifumi Abe         | 11  | 8   |     |     |     |     |     |     |     |     |     |     |     |     |     | 9   |     |     |     |     |     |     | 31       | 16.º  |
| 2003 | M    | Yamaha Racing Team                  | 17  | Norifumi Abe         |     |     |     | 11  |     |     |     |     | 10  |     |     |     |     |     |     |     |     |     |     |     |     |     | 31       | 16.º  |
| 2003 | M    | d'Antin Yamaha Team                 | 56  | Shinya Nakano        | 9   | 11  | 8   | 14  | 5   | 5   | 13  | 9   | 7   | 14  | 12  | 8   | 9   | 8   | 7   | Ret |     |     |     |     |     |     | 101      | 10.º  |
| 2004 | M    |                                     |     |                      | RSA | ESP | FRA | ITA | CAT | NED | RÍO | GER | GBR | CZE | POR | JPN | QAT | MAL | AUS | VAL |     |     |     |     |     |     |          |       |
| 2004 | M    | Gauloises Fortuna Yamaha            | 7   | Carlos Checa         | 10  | 6   | 2   | Ret | 4   | 9   | 10  | Ret | 6   | 6   | 5   | 7   | Ret | 9   | 10  | 4   |     |     |     |     |     |     | 117      | 7.º   |
| 2004 | M    | Gauloises Fortuna Yamaha            | 46  | Valentino Rossi      | 1   | 4   | 4   | 1   | 1   | 1   | Ret | 4   | 1   | 2   | 1   | 2   | Ret | 1   | 1   | 1   |     |     |     |     |     |     | 304      | 1.º   |
| 2004 | M    | Fortuna Gauloises Tech 3            | 17  | Norifumi Abe         | 9   | 11  | Ret | 7   | 9   | 11  | 8   | Ret | Ret | 8   | 10  | Ret | 7   | 12  | 17  | 10  |     |     |     |     |     |     | 74       | 13.º  |
| 2004 | M    | Fortuna Gauloises Tech 3            | 33  | Marco Melandri       | 11  | Ret | 6   | 9   | 3   | 3   | 13  | Ret |     | 9   | Ret | 5   | Ret | Ret | Ret | Ret |     |     |     |     |     |     | 75       | 12.º  |
| 2005 | M    |                                     |     |                      | ESP | POR | CHN | FRA | ITA | CAT | NED | USA | GBR | GER | CZE | JPN | MAL | QAT | AUS | TUR | VAL |     |     |     |     |     |          |       |
| 2005 | M    | Gauloises Yamaha Team               | 5   | Colin Edwards        | 9   | 6   | 8   | 3   | 9   | 7   | 3   | 2   | 4   | 8   | 7   | 6   | 10  | 4   | 6   | 7   | 8   |     |     |     |     |     | 179      | 4.º   |
| 2005 | M    | Gauloises Yamaha Team               | 46  | Valentino Rossi      | 1   | 2   | 1   | 1   | 1   | 1   | 1   | 3   | 1   | 1   | 1   | Ret | 2   | 1   | 1   | 2   | 3   |     |     |     |     |     | 367      | 1.º   |
| 2005 | M    | Fortuna Yamaha Team                 | 11  | Rubén Xaus           | 18  | 10  | 10  | 12  | 14  | 10  | 12  | 11  | Ret | 13  | 18  | 10  | 15  | 14  | 12  | 14  | 15  |     |     |     |     |     | 52       | 16.º  |
| 2005 | M    | Fortuna Yamaha Team                 | 24  | Toni Elías           | 12  | 14  | 14  | 9   |     |     |     | 13  | 9   | 12  | 14  | 9   | 11  | 8   | 9   | 6   | 10  |     |     |     |     |     | 74       | 12.º  |
| 2005 | M    | Fortuna Yamaha Team                 | 94  | David Checa          |     |     |     |     | 19  | 13  | 15  |     |     |     |     |     |     |     |     |     |     |     |     |     |     |     | 4        | 26.º  |
| 2006 |      |                                     |     |                      | ESP | QAT | TUR | CHN | FRA | ITA | CAT | NED | GBR | GER | USA | CZE | MAL | AUS | JPN | POR | VAL |     |     |     |     |     |          |       |
| 2006 | M    | Camel Yamaha Team                   | 5   | Colin Edwards        | 11  | 9   | 9   | 3   | 6   | 12  | 5   | 13  | 6   | 12  | 9   | 10  | 10  | Ret | 8   | 4   | 9   |     |     |     |     |     | 124      | 7.º   |
| 2006 | M    | Camel Yamaha Team                   | 46  | Valentino Rossi      | 14  | 1   | 4   | Ret | Ret | 1   | 1   | 8   | 2   | 1   | Ret | 2   | 1   | 3   | 2   | 2   | 13  |     |     |     |     |     | 247      | 2.º   |
| 2006 | D    | Tech 3 Yamaha                       | 7   | Carlos Checa         | 13  | 12  | 15  | 14  | 11  | 15  | 8   | 9   | 10  | 9   | 7   | 15  | 12  | Ret | 14  | 7   | 10  |     |     |     |     |     | 75       | 15.º  |
| 2006 | D    | Tech 3 Yamaha                       | 77  | James Ellison        | 16  | 13  | 18  | 16  | 14  | 16  | 9   | Ret | 14  | 13  | 13  | 17  | 16  | 16  | 15  | 13  | 14  |     |     |     |     |     | 26       | 18.º  |
| 2007 |      |                                     |     |                      | QAT | ESP | TUR | CHN | FRA | ITA | CAT | GBR | NED | GER | USA | CZE | RSM | POR | JPN | AUS | MAL | VAL |     |     |     |     |          |       |
| 2007 | M    | Fiat Yamaha Team                    | 5   | Colin Edwards        | 6   | 3   | Ret | 11  | 12  | 12  | 10  | 2   | 6   | 4   | 11  | Ret | 9   | 10  | 14  | 9   | 10  | 13  |     |     |     |     | 124      | 9.º   |
| 2007 | M    | Fiat Yamaha Team                    | 46  | Valentino Rossi      | 2   | 1   | 10  | 2   | 6   | 1   | 2   | 4   | 1   | Ret | 4   | 7   | Ret | 1   | 13  | 3   | 5   | Ret |     |     |     |     | 241      | 3.º   |
| 2007 | D    | Dunlop Yamaha Tech 3                | 6   | Makoto Tamada        | 16  | 14  | 14  | Ret | 9   | 15  | 12  | 15  | 13  | 13  | 8   | 17  | 14  | Ret | 12  | 16  | 18  | 15  |     |     |     |     | 38       | 18.º  |
| 2007 | D    | Dunlop Yamaha Tech 3                | 50  | Sylvain Guintoli     | 15  | 15  | 15  | 13  | 10  | 14  | 14  | 16  | 14  | Ret | 13  | 13  | 12  | 14  | 4   | 14  | 19  | 11  |     |     |     |     | 50       | 16.º  |
| 2008 |      |                                     |     |                      | QAT | ESP | POR | CHN | FRA | ITA | CAT | GBR | NED | GER | USA | CZE | RSM | IND | JPN | AUS | MAL | VAL |     |     |     |     |          |       |
| 2008 | M    | Tech 3 Yamaha                       | 5   | Colin Edwards        | 7   | Ret | 4   | 7   | 3   | 5   | 5   | 4   | 3   | Ret | 14  | 14  | 10  | 15  | 7   | 8   | 8   | 6   |     |     |     |     | 144      | 7.º   |
| 2008 | M    | Tech 3 Yamaha                       | 52  | James Toseland       | 6   | 6   | 7   | 12  | Ret | 6   | 6   | 17  | 9   | 11  | 9   | 13  | 6   | 18  | 11  | 6   | Ret | 11  |     |     |     |     | 105      | 11.º  |
| 2008 | B    | Fiat Yamaha Team                    | 46  | Valentino Rossi      | 5   | 2   | 3   | 1   | 1   | 1   | 2   | 2   | 11  | 2   | 1   | 1   | 1   | 1   | 1   | 2   | 1   | 3   |     |     |     |     | 373      | 1.º   |
| 2008 | M    | Fiat Yamaha Team                    | 48  | Jorge Lorenzo        | 2   | 3   | 1   | 4   | 2   | Ret |     | 6   | 6   | Ret | Ret | 10  | 2   | 3   | 4   | 4   | Ret | 8   |     |     |     |     | 190      | 4.º   |
| 2009 | B    |                                     |     |                      | QAT | JPN | ESP | FRA | ITA | CAT | NED | USA | GER | GBR | CZE | IND | RSM | POR | AUS | MAL | VAL |     |     |     |     |     |          |       |
| 2009 | B    | Fiat Yamaha Team                    | 46  | Valentino Rossi      | 2   | 2   | 1   | 16  | 3   | 1   | 1   | 2   | 1   | 5   | 1   | Ret | 1   | 4   | 2   | 3   | 2   |     |     |     |     |     | 306      | 1.º   |
| 2009 | B    | Fiat Yamaha Team                    | 99  | Jorge Lorenzo        | 3   | 1   | Ret | 1   | 2   | 2   | 2   | 3   | 2   | Ret | Ret | 1   | 2   | 1   | Ret | 4   | 3   |     |     |     |     |     | 261      | 2.º   |
| 2009 | B    | Monster Yamaha Tech 3               | 5   | Colin Edwards        | 4   | 12  | 7   | 7   | 6   | 7   | 4   | 7   | 9   | 2   | 7   | 5   | Ret | 5   | 5   | 13  | 4   |     |     |     |     |     | 161      | 5.º   |
| 2009 | B    | Monster Yamaha Tech 3               | 52  | James Toseland       | 16  | 9   | 13  | 9   | 7   | 13  | 6   | DSQ | 10  | 6   | 9   | 6   | 10  | 9   | 14  | 15  | 12  |     |     |     |     |     | 92       | 14.º  |
| 2009 | B    | Sterilgarda Yamaha Team             | 11  | Ben Spies            |     |     |     |     |     |     |     |     |     |     |     |     |     |     |     |     | 7   |     |     |     |     |     | 9        | 20.º  |
| 2010 | B    |                                     |     |                      | QAT | ESP | FRA | ITA | GBR | NED | CAT | GER | USA | CZE | IND | RSM | ARA | JPN | MAL | AUS | POR | VAL |     |     |     |     |          |       |
| 2010 | B    | Fiat Yamaha Team                    | 8   | Wataru Yoshikawa     |     |     |     |     |     |     | 15  |     |     |     |     |     |     |     |     |     |     |     |     |     |     |     | 1        | 22.º  |
| 2010 | B    | Fiat Yamaha Team                    | 46  | Valentino Rossi      | 1   | 3   | 2   | DNS |     |     |     | 4   | 3   | 5   | 4   | 3   | 6   | 3   | 1   | 3   | 2   | 3   |     |     |     |     | 233      | 3.º   |
| 2010 | B    | Fiat Yamaha Team                    | 99  | Jorge Lorenzo        | 2   | 1   | 1   | 2   | 1   | 1   | 1   | 2   | 1   | 1   | 3   | 2   | 4   | 4   | 3   | 2   | 1   | 1   |     |     |     |     | 383      | 1.º   |
| 2010 | B    | Monster Yamaha Tech 3               | 5   | Colin Edwards        | 8   | 12  | 12  | 13  | 9   | 8   | 11  | Ret | 7   | 7   | Ret | 7   | 12  | 5   | NC  | 7   | 7   | 12  |     |     |     |     | 103      | 11.º  |
| 2010 | B    | Monster Yamaha Tech 3               | 11  | Ben Spies            | 5   | Ret | Ret | 7   | 3   | 4   | 6   | 8   | 6   | 4   | 2   | 6   | 5   | 8   | 4   | 5   | DNS | 4   |     |     |     |     | 176      | 6.º   |
| 2011 | B    |                                     |     |                      | QAT | ESP | POR | FRA | CAT | GBR | NED | ITA | GER | USA | CZE | IND | RSM | ARA | JPN | AUS | MAL | VAL |     |     |     |     |          |       |
| 2011 | B    | Yamaha Factory Racing               | 1   | Jorge Lorenzo        | 2   | 1   | 2   | 4   | 2   | Ret | 6   | 1   | 2   | 2   | 4   | 4   | 1   | 3   | 2   | DNS |     |     |     |     |     |     | 260      | 2.º   |
| 2011 | B    | Yamaha Factory Racing               | 11  | Ben Spies            | 6   | Ret | Ret | 6   | 3   | Ret | 1   | 4   | 5   | 4   | 5   | 3   | 6   | 5   | 6   | DNS | C   | 2   |     |     |     |     | 176      | 5.º   |
| 2011 | B    | Yamaha Factory Racing               | 89  | Katsuyuki Nakasuga   |     |     |     |     |     |     |     |     |     |     |     |     |     |     |     |     | C   | 6   |     |     |     |     | 10       | 18.º  |
| 2011 | B    | Monster Yamaha Tech 3               | 5   | Colin Edwards        | 8   | Ret | 6   | 13  | DNS | 3   | 7   | 9   | 10  | 8   | 8   | 7   | 13  | 13  | 8   | 5   | C   |     |     |     |     |     | 109      | 9.º   |
| 2011 | B    | Monster Yamaha Tech 3               | 35  | Cal Crutchlow        | 11  | 8   | 8   | Ret | 7   | DNS | 14  | Ret | 14  | Ret | Ret | 11  | 10  | 9   | 11  | Ret | C   | 4   |     |     |     |     | 70       | 12.º  |
| 2011 | B    | Monster Yamaha Tech 3               | 41  | Josh Hayes           |     |     |     |     |     |     |     |     |     |     |     |     |     |     |     |     |     | 7   |     |     |     |     | 9        | 19.º  |
| 2012 | B    |                                     |     |                      | QAT | ESP | POR | FRA | CAT | GBR | NED | GER | ITA | USA | IND | CZE | RSM | ARA | JPN | MAL | AUS | VAL |     |     |     |     |          |       |
| 2012 | B    | Yamaha Factory Racing               | 11  | Ben Spies            | 11  | 11  | 8   | 16  | 10  | 5   | 4   | 4   | 11  | Ret | Ret | Ret | 5   | 5   | Ret | Ret |     |     |     |     |     |     | 88       | 10.º  |
| 2012 | B    | Yamaha Factory Racing               | 99  | Jorge Lorenzo        | 1   | 2   | 2   | 1   | 1   | 1   | Ret | 2   | 1   | 2   | 2   | 2   | 1   | 2   | 2   | 2   | 2   | Ret |     |     |     |     | 350      | 1.º   |
| 2012 | B    | Yamaha Factory Racing               | 21  | Katsuyuki Nakasuga   |     |     |     |     |     |     |     |     |     |     |     |     |     |     |     |     |     | 2   |     |     |     |     | 27       | 18.º  |
| 2012 | B    | Yamaha YSP Racing Team              | 21  | Katsuyuki Nakasuga   |     |     |     |     |     |     |     |     |     |     |     |     |     |     | 9   |     |     |     |     |     |     |     | 27       | 18.º  |
| 2012 | B    | Monster Yamaha Tech 3               | 4   | Andrea Dovizioso     | 5   | 5   | 4   | 7   | 3   | 19  | 3   | 3   | 3   | 4   | 3   | 4   | 4   | 3   | 4   | 13  | 4   | 6   |     |     |     |     | 218      | 4.º   |
| 2012 | B    | Monster Yamaha Tech 3               | 35  | Cal Crutchlow        | 4   | 4   | 5   | 8   | 5   | 6   | 5   | 8   | 6   | 5   | Ret | 3   | Ret | 4   | Ret | Ret | 3   | Ret |     |     |     |     | 151      | 7.º   |
| 2013 | B    |                                     |     |                      | QAT | AME | ESP | FRA | ITA | CAT | NED | GER | USA | IND | CZE | GBR | RSM | ARA | MAL | AUS | JPN | VAL |     |     |     |     |          |       |
| 2013 | B    | Yamaha Factory Racing               | 46  | Valentino Rossi      | 2   | 6   | 4   | 12  | Ret | 4   | 1   | 3   | 3   | 4   | 4   | 4   | 4   | 3   | 4   | 3   | 6   | 4   |     |     |     |     | 237      | 4.º   |
| 2013 | B    | Yamaha Factory Racing               | 99  | Jorge Lorenzo        | 1   | 3   | 3   | 7   | 1   | 1   | 5   | DNS | 6   | 3   | 3   | 1   | 1   | 2   | 3   | 1   | 1   | 1   |     |     |     |     | 330      | 2.º   |
| 2013 | B    | Monster Yamaha Tech 3               | 35  | Cal Crutchlow        | 5   | 4   | 5   | 2   | 3   | Ret | 3   | 2   | 7   | 5   | 17  | 7   | 6   | 6   | 6   | 4   | 7   | Ret |     |     |     |     | 188      | 5.º   |
| 2013 | B    | Monster Yamaha Tech 3               | 38  | Bradley Smith        | Ret | 12  | 10  | 9   | 9   | 6   | 9   | 6   | Ret | 8   | Ret | 9   | 11  | 7   | 7   | 6   | 8   | 7   |     |     |     |     | 116      | 10.º  |
| 2013 | B    | Yamaha YSP Racing Team              | 21  | Katsuyuki Nakasuga   |     |     |     |     |     |     |     |     |     |     |     |     |     |     |     |     | 11  |     |     |     |     |     | 5        | 22.º  |
| 2014 | B    |                                     |     |                      | QAT | AME | ARG | ESP | FRA | ITA | CAT | NED | GER | IND | CZE | GBR | RSM | ARA | JPN | AUS | MAL | VAL |     |     |     |     |          |       |
| 2014 | B    | Movistar Yamaha MotoGP              | 46  | Valentino Rossi      | 2   | 8   | 4   | 2   | 2   | 3   | 2   | 5   | 4   | 3   | 3   | 3   | 1   | Ret | 3   | 1   | 2   | 2   |     |     |     |     | 295      | 2.º   |
| 2014 | B    | Movistar Yamaha MotoGP              | 99  | Jorge Lorenzo        | Ret | 10  | 3   | 4   | 6   | 2   | 4   | 13  | 3   | 2   | 2   | 2   | 2   | 1   | 1   | 2   | 3   | Ret |     |     |     |     | 263      | 3.º   |
| 2014 | B    | Monster Yamaha Tech 3               | 38  | Bradley Smith        | Ret | 5   | 7   | 8   | 10  | Ret | 10  | 8   | 19  | 6   | 9   | 22  | 7   | 5   | 9   | 3   | 5   | 14  |     |     |     |     | 121      | 8.º   |
| 2014 | B    | Monster Yamaha Tech 3               | 44  | Pol Espargaró        | Ret | 6   | 8   | 9   | 4   | 5   | 7   | Ret | 7   | 5   | Ret | 6   | 6   | 6   | 8   | Ret | 6   | 6   |     |     |     |     | 136      | 6.º   |
| 2014 | B    | YAMALUBE Racing Team with YSP       | 21  | Katsuyuki Nakasuga   |     |     |     |     |     |     |     |     |     |     |     |     |     |     | 12  |     |     |     |     |     |     |     | 4        | 26.º  |
| 2015 | B    |                                     |     |                      | QAT | AME | ARG | SPA | FRA | ITA | CAT | NED | GER | IND | CZE | GBR | RSM | ARA | JPN | AUS | MAL | VAL |     |     |     |     |          |       |
| 2015 | B    | Movistar Yamaha MotoGP              | 46  | Valentino Rossi      | 1   | 3   | 1   | 3   | 2   | 3   | 2   | 1   | 3   | 3   | 3   | 1   | 5   | 3   | 2   | 4   | 3   | 4   |     |     |     |     | 325      | 2.º   |
| 2015 | B    | Movistar Yamaha MotoGP              | 99  | Jorge Lorenzo        | 4   | 4   | 5   | 1   | 1   | 1   | 1   | 3   | 4   | 2   | 1   | 4   | Ret | 1   | 3   | 2   | 2   | 1   |     |     |     |     | 330      | 1.º   |
| 2015 | B    | Monster Yamaha Tech 3               | 38  | Bradley Smith        | 8   | 6   | 6   | 8   | 6   | 5   | 5   | 7   | 6   | 6   | 7   | 7   | 2   | 8   | 7   | 10  | 4   | 6   |     |     |     |     | 181      | 6.º   |
| 2015 | B    | Monster Yamaha Tech 3               | 44  | Pol Espargaró        | 9   | Ret | 8   | 5   | 7   | 6   | Ret | 5   | 8   | 7   | 8   | Ret | Ret | 9   | Ret | 8   | 9   | 5   |     |     |     |     | 114      | 9.º   |
| 2015 | B    | Yamaha Factory Racing Team          | 21  | Katsuyuki Nakasuga   |     |     |     |     |     |     |     |     |     |     |     |     |     |     | 8   |     |     |     |     |     |     |     | 8        | 23.º  |
| 2016 | M    |                                     |     |                      | QAT | ARG | AME | ESP | FRA | ITA | CAT | NED | GER | AUT | CZE | GBR | RSM | ARA | JPN | AUS | MAL | VAL |     |     |     |     |          |       |
| 2016 | M    | Movistar Yamaha MotoGP              | 46  | Valentino Rossi      | 4   | 2   | Ret | 1   | 2   | Ret | 1   | Ret | 8   | 4   | 2   | 3   | 2   | 3   | Ret | 2   | 2   | 4   |     |     |     |     | 249      | 2.º   |
| 2016 | M    | Movistar Yamaha MotoGP              | 99  | Jorge Lorenzo        | 1   | Ret | 2   | 2   | 1   | 1   | Ret | 10  | 15  | 3   | 17  | 8   | 3   | 2   | Ret | 6   | 3   | 1   |     |     |     |     | 233      | 3.º   |
| 2016 | M    | Monster Yamaha Tech 3               | 22  | Alex Lowes           |     |     |     |     |     |     |     |     |     |     |     | 13  | Ret | DNS |     |     |     |     |     |     |     |     | 3        | 24.º  |
| 2016 | M    | Monster Yamaha Tech 3               | 38  | Bradley Smith        | 8   | 8   | 17  | 12  | Ret | 7   | Ret | 13  | 13  | 9   | Ret |     |     |     | 13  | 8   | 14  | 9   |     |     |     |     | 62       | 17.º  |
| 2016 | M    | Monster Yamaha Tech 3               | 44  | Pol Espargaró        | 7   | 6   | 7   | 8   | 5   | 15  | 5   | 4   | Ret | 10  | 13  | DNS | 9   | 8   | 6   | 5   | 9   | 6   |     |     |     |     | 134      | 8.º   |
| 2016 | M    | Yamalube Yamaha Factory Racing Team | 21  | Katsuyuki Nakasuga   |     |     |     |     |     |     |     |     |     |     |     |     |     |     | 11  |     |     |     |     |     |     |     | 5        | 23.º  |
| 2017 | M    |                                     |     |                      | QAT | ARG | AME | ESP | FRA | ITA | CAT | NED | GER | CZE | AUT | GBR | RSM | ARA | JPN | AUS | MAL | VAL |     |     |     |     |          |       |
| 2017 | M    | Movistar Yamaha MotoGP              | 25  | Maverick Viñales     | 1   | 1   | Ret | 6   | 1   | 2   | 10  | Ret | 4   | 3   | 6   | 2   | 4   | 4   | 9   | 3   | 9   | 12  |     |     |     |     | 230      | 3.º   |
| 2017 | M    | Movistar Yamaha MotoGP              | 46  | Valentino Rossi      | 3   | 2   | 2   | 10  | Ret | 4   | 8   | 1   | 5   | 4   | 7   | 3   |     | 5   | Ret | 2   | 7   | 5   |     |     |     |     | 208      | 5.º   |
| 2017 | M    | Monster Yamaha Tech 3               | 5   | Johann Zarco         | Ret | 5   | 5   | 4   | 2   | 7   | 5   | 14  | 9   | 12  | 5   | 6   | 15  | 9   | 8   | 4   | 3   | 2   |     |     |     |     | 174      | 6.º   |
| 2017 | M    | Monster Yamaha Tech 3               | 23  | Broc Parkes          |     |     |     |     |     |     |     |     |     |     |     |     |     |     |     | 22  |     |     |     |     |     |     | 0        | NC    |
| 2017 | M    | Monster Yamaha Tech 3               | 31  | Kohta Nozane         |     |     |     |     |     |     |     |     |     |     |     |     |     |     | Ret |     |     |     |     |     |     |     | 0        | NC    |
| 2017 | M    | Monster Yamaha Tech 3               | 60  | Michael van der Mark |     |     |     |     |     |     |     |     |     |     |     |     |     |     |     |     | 16  | 17  |     |     |     |     | 0        | NC    |
| 2017 | M    | Monster Yamaha Tech 3               | 94  | Jonas Folger         | 10  | 6   | 11  | 8   | 7   | 13  | 6   | Ret | 2   | 10  | Ret | DNS | 9   | 16  |     |     |     |     |     |     |     |     | 84       | 10.º  |
| 2017 | M    | Yamalube Yamaha Factory Racing Team | 21  | Katsuyuki Nakasuga   |     |     |     |     |     |     |     |     |     |     |     |     |     |     | 12  |     |     |     |     |     |     |     | 4        | 26.º  |
| 2018 | M    |                                     |     |                      | QAT | ARG | AME | ESP | FRA | ITA | CAT | NED | GER | CZE | AUT | GBR | RSM | ARA | THA | JPN | AUS | MAL | VAL |     |     |     |          |       |
| 2018 | M    | Movistar Yamaha MotoGP              | 25  | Maverick Viñales     | 6   | 5   | 2   | 7   | 7   | 8   | 6   | 3   | 3   | Ret | 12  | C   | 5   | 10  | 3   | 7   | 1   | 4   | Ret |     |     |     | 193      | 4.º   |
| 2018 | M    | Movistar Yamaha MotoGP              | 46  | Valentino Rossi      | 3   | 19  | 4   | 5   | 3   | 3   | 3   | 5   | 2   | 4   | 6   | C   | 7   | 8   | 4   | 4   | 6   | 18  | 13  |     |     |     | 198      | 3.º   |
| 2018 | M    | Monster Yamaha Tech 3               | 5   | Johann Zarco         | 8   | 2   | 6   | 2   | Ret | 10  | 7   | 8   | 9   | 7   | 9   | C   | 10  | 14  | 5   | 6   | Ret | 3   | 7   |     |     |     | 158      | 6.º   |
| 2018 | M    | Monster Yamaha Tech 3               | 55  | Hafizh Syahrin       | 14  | 9   | Ret | 16  | 12  | 12  | Ret | 18  | 11  | 14  | 16  | C   | 19  | 18  | 12  | 10  | Ret | 10  | 10  |     |     |     | 46       | 16.º  |
| 2018 | M    | Yamalube Yamaha Factory Racing Team | 89  | Katsuyuki Nakasuga   |     |     |     |     |     |     |     |     |     |     |     |     |     |     |     | 14  |     |     |     |     |     |     | 2        | 26.º  |
| 2019 | M    |                                     |     |                      | QAT | ARG | AME | ESP | FRA | ITA | CAT | NED | GER | CZE | AUT | GBR | RSM | ARA | THA | JPN | AUS | MAL | VAL |     |     |     |          |       |
| 2019 | M    | Monster Energy Yamaha MotoGP        | 12  | Maverick Viñales     | 7   | Ret | 11  | 3   | Ret | 6   | Ret | 1   | 2   | 10  | 5   | 3   | 3   | 4   | 3   | 4   | Ret | 1   | 6   |     |     |     | 211      | 3.º   |
| 2019 | M    | Monster Energy Yamaha MotoGP        | 46  | Valentino Rossi      | 5   | 2   | 2   | 6   | 5   | Ret | Ret | Ret | 8   | 6   | 4   | 4   | 4   | 8   | 8   | Ret | 8   | 4   | 8   |     |     |     | 174      | 7.º   |
| 2019 | M    | Petronas Yamaha SRT                 | 20  | Fabio Quartararo     | 16  | 8   | 7   | Ret | 8   | 10  | 2   | 3   | Ret | 7   | 3   | Ret | 2   | 5   | 2   | 2   | Ret | 7   | 2   |     |     |     | 192      | 5.º   |
| 2019 | M    | Petronas Yamaha SRT                 | 21  | Franco Morbidelli    | 11  | Ret | 5   | 7   | 7   | Ret | Ret | 5   | 9   | Ret | 10  | 5   | 5   | Ret | 6   | 6   | 11  | 6   | Ret |     |     |     | 115      | 10.º  |
| 2020 | M    |                                     |     |                      | QAT | SPA | AND | CZE | AUT | EST | RSM | ERM | CAT | FRA | ARA | TER | EUR | VAL | POR |     |     |     |     |     |     |     |          |       |
| 2020 | M    | Monster Energy Yamaha MotoGP        | 12  | Maverick Viñales     | C   | 2   | 2   | 14  | 10  | DNS | 6   | 1   | 9   | 10  | 4   | 7   | 13  | 10  | 11  |     |     |     |     |     |     |     | 132      | 6.º   |
| 2020 | M    | Monster Energy Yamaha MotoGP        | 46  | Valentino Rossi      | C   | Ret | 3   | 5   | 5   | 9   | 4   | Ret | Ret | Ret |     |     | Ret | 12  | 12  |     |     |     |     |     |     |     | 66       | 15.º  |
| 2020 | M    | Petronas Yamaha SRT                 | 20  | Fabio Quartararo     | C   | 1   | 1   | 7   | 8   | 13  | Ret | 4   | 1   | 9   | 18  | 8   | 14  | Ret | 14  |     |     |     |     |     |     |     | 127      | 8.º   |
| 2020 | M    | Petronas Yamaha SRT                 | 21  | Franco Morbidelli    | C   | 5   | Ret | 2   | DNS | 15  | 1   | 9   | 4   | Ret | 6   | 1   | 11  | 1   | 3   |     |     |     |     |     |     |     | 158      | 2.º   |
| 2021 | M    |                                     |     |                      | QAT | DOH | POR | SPA | FRA | ITA | CAT | GER | NED | EST | AUT | GBR | ARA | RSM | AME | ERM | ALG | VAL |     |     |     |     |          |       |
| 2021 | M    | Monster Energy Yamaha MotoGP        | 12  | Maverick Viñales     | 1   | 5   | 11  | 7   | 10  | 8   | 5   | 19  | 2   | NC  |     |     |     |     |     |     |     |     |     |     |     |     | 95 (106) | 10.º  |
| 2021 | M    | Monster Energy Yamaha MotoGP        | 20  | Fabio Quartararo     | 5   | 1   | 1   | 13  | 3   | 1   | 6   | 3   | 1   | 3   | 7   | 1   | 8   | 2   | 2   | 4   | Ret | 5   |     |     |     |     | 278      | 1.º   |
| 2021 | M    | Monster Energy Yamaha MotoGP        | 21  | Franco Morbidelli    |     |     |     |     |     |     |     |     |     |     |     |     |     | 18  | 19  | 14  | 17  | 11  |     |     |     |     | 7 (47)   | 17.º  |
| 2021 | M    | Monster Energy Yamaha MotoGP        | 35  | Cal Crutchlow        |     |     |     |     |     |     |     |     |     |     |     | 17  | 16  |     |     |     |     |     |     |     |     |     | 0        | 28.º  |
| 2021 | M    | Petronas Yamaha SRT                 | 04  | Andrea Dovizioso     |     |     |     |     |     |     |     |     |     |     |     |     |     | 21  | 13  | 13  | 14  | 12  |     |     |     |     | 12       | 24.º  |
| 2021 | M    | Petronas Yamaha SRT                 | 21  | Franco Morbidelli    | 18  | 12  | 4   | 3   | 16  | 16  | 9   | 18  |     |     |     |     |     |     |     |     |     |     |     |     |     |     | 40 (47)  | 17.º  |
| 2021 | M    | Petronas Yamaha SRT                 | 31  | Garrett Gerloff      |     |     |     |     |     |     |     |     | 17  |     |     |     |     |     |     |     |     |     |     |     |     |     | 0        | 29.º  |
| 2021 | M    | Petronas Yamaha SRT                 | 35  | Cal Crutchlow        |     |     |     |     |     |     |     |     |     | 17  | 17  |     |     |     |     |     |     |     |     |     |     |     | 0        | 28.º  |
| 2021 | M    | Petronas Yamaha SRT                 | 46  | Valentino Rossi      | 12  | 16  | Ret | 16  | 11  | 10  | Ret | 14  | Ret | 13  | 8   | 18  | 19  | 17  | 15  | 10  | 13  | 10  |     |     |     |     | 44       | 18.º  |
| 2021 | M    | Petronas Yamaha SRT                 | 96  | Jake Dixon           |     |     |     |     |     |     |     |     |     |     |     | 19  | Ret |     |     |     |     |     |     |     |     |     | 0        | 30.º  |
| 2022 | M    |                                     |     |                      | QAT | INA | ARG | AME | POR | ESP | FRA | ITA | CAT | GER | NED | GBR | AUT | RSM | ARA | JPN | THA | AUS | MAL | VAL |     |     |          |       |
| 2022 | M    | Monster Energy Yamaha MotoGP        | 20  | Fabio Quartararo     | 9   | 2   | 8   | 7   | 1   | 2   | 4   | 2   | 1   | 1   | Ret | 8   | 2   | 5   | Ret | 8   | 17  | Ret | 3   | 4   |     |     | 248      | 2.º   |
| 2022 | M    | Monster Energy Yamaha MotoGP        | 21  | Franco Morbidelli    | 11  | 7   | Ret | 16  | 13  | 15  | 15  | 17  | 13  | 13  | Ret | 15  | Ret | Ret | 17  | 14  | 13  | Ret | 11  | 10  |     |     | 42       | 19.º  |
| 2022 | M    | WithU Yamaha RNF MotoGP Team        | 04  | Andrea Dovizioso     | 14  | Ret | 20  | 15  | 11  | 17  | 16  | 20  | Ret | 14  | 16  | 16  | 15  | 12  |     |     |     |     |     |     |     |     | 15       | 21.º  |
| 2022 | M    | WithU Yamaha RNF MotoGP Team        | 35  | Cal Crutchlow        |     |     |     |     |     |     |     |     |     |     |     |     |     |     | 14  | 15  | 19  | 13  | 12  | 16  |     |     | 10       | 25.º  |
| 2022 | M    | WithU Yamaha RNF MotoGP Team        | 40  | Darryn Binder        | 16  | 10  | 18  | 22  | 17  | Ret | 17  | 16  | 12  | Ret | Ret | 20  | Ret | 16  | 18  | Ret | 21  | 14  | Ret | Ret |     |     | 12       | 24.º  |
| 2023 | M    |                                     |     |                      | POR | ARG | AME | SPA | FRA | ITA | GER | NED | GBR | AUT | CAT | RSM | BAH | JPN | INA | AUS | THA | MAL | QAT | VAL |     |     |          |       |
| 2023 | M    | Monster Energy Yamaha MotoGP        | 20  | Fabio Quartararo     | 8   | 7   | 3   | 10  | 7   | 11  | 13  | Ret | 15  | 8   | 7   | 13  | 3   | 10  | 3   | 14  | 5   | 5   | 7   | 11  |     |     | 172      | 10.º  |
| 2023 | M    | Monster Energy Yamaha MotoGP        | 21  | Franco Morbidelli    | 14  | 4   | 8   | 11  | 10  | 10  | 12  | 9   | 14  | 11  | 14  | 15  | 7   | 17  | 14  | 17  | 11  | 7   | 16  | 7   |     |     | 102      | 13.º  |
| 2024 | M    |                                     |     |                      | QAT | POR | AME | SPA | FRA | CAT | ITA | NED | GER | GBR | AUT | ARA | RSM | ERM | INA | JPN | AUS | THA | MAL | SLD |     |     |          |       |
| 2024 | M    | Monster Energy Yamaha MotoGP        | 20  | Fabio Quartararo     | 11  | 7   | 12  | 15  | Ret | 9   | 18  | 12  | 11  | 11  | 18  | Ret | 7   | 7   | 7   | 12  | 9   | 16  | 6   | 11  |     |     | 113      | 13.º  |
| 2024 | M    | Monster Energy Yamaha MotoGP        | 42  | Álex Rins            | 16  | 13  | Ret | 13  | 15  | 20  | 15  | Ret |     | WD  | 16  | 9   | 19  | DNS | 11  | 16  | 13  | Ret | 8   | 21  |     |     | 31       | 18.º  |
| 2024 | M    | Monster Energy Yamaha MotoGP        | 87  | Remy Gardner         |     |     |     |     |     |     |     |     | 19  | 18  |     |     |     |     |     |     |     |     |     |     |     |     | 0        | 26.º  |
| 2024 | M    | Yamaha Factory Racing Team          | 87  | Remy Gardner         |     |     |     |     |     |     |     |     |     |     |     |     |     |     |     | 17  |     |     |     |     |     |     | 0        | 26.º  |
| 2025 | M    |                                     |     |                      | THA | ARG | AME | QAT | SPA | FRA | GBR | ARA | ITA | NED | GER | CZE | AUT | HUN | CAT | RSM | JPN | INA | AUS | MAL | POR | VAL |          |       |
| 2025 | M    | Monster Energy Yamaha MotoGP        | 20  | Fabio Quartararo     | 15  | 14  | 10  | 7   | 2   |     |     |     |     |     |     |     |     |     |     |     |     |     |     |     |     |     | 50*      | 6.º*  |
| 2025 | M    | Monster Energy Yamaha MotoGP        | 42  | Álex Rins            | 17  | 11  | 11  | 12  | 13  |     |     |     |     |     |     |     |     |     |     |     |     |     |     |     |     |     | 17*      | 17.º* |
| 2025 | M    | Prima Pramac Yamaha                 | 7   | Augusto Fernández    |     |     | 13  | Ret | 16  |     |     |     |     |     |     |     |     |     |     |     |     |     |     |     |     |     | 3*       | 20.º* |
| 2025 | M    | Prima Pramac Yamaha                 | 43  | Jack Miller          | 11  | 13  | 5   | Ret | Ret |     |     |     |     |     |     |     |     |     |     |     |     |     |     |     |     |     | 19*      | 16.º* |
| 2025 | M    | Prima Pramac Yamaha                 | 88  | Miguel Oliveira      | 14  | DNS |     |     |     |     |     |     |     |     |     |     |     |     |     |     |     |     |     |     |     |     | 2*       | 21.º* |

- * Temporada en curso.

## Títulos
Campeonatos de pilotos
| Piloto           | Título                       | Año  |
| ---------------- | ---------------------------- | ---- |
| Valentino Rossi  | Campeón del Mundo de Pilotos | 2004 |
| Valentino Rossi  | Campeón del Mundo de Pilotos | 2005 |
| Valentino Rossi  | Campeón del Mundo de Pilotos | 2008 |
| Valentino Rossi  | Campeón del Mundo de Pilotos | 2009 |
| Jorge Lorenzo    | Campeón del Mundo de Pilotos | 2010 |
| Jorge Lorenzo    | Campeón del Mundo de Pilotos | 2012 |
| Jorge Lorenzo    | Campeón del Mundo de Pilotos | 2015 |
| Fabio Quartararo | Campeón del Mundo de Pilotos | 2021 |

Campeonatos de equipos
| Piloto                   | Título                       | Año  |
| ------------------------ | ---------------------------- | ---- |
| Gauloises Fortuna Yamaha | Campeón del Mundo de Equipos | 2004 |
| Gauloises Yamaha Team    | Campeón del Mundo de Equipos | 2005 |
| Fiat Yamaha Team         | Campeón del Mundo de Equipos | 2008 |
| Fiat Yamaha Team         | Campeón del Mundo de Equipos | 2009 |
| Fiat Yamaha Team         | Campeón del Mundo de Equipos | 2010 |
| Movistar Yamaha MotoGP   | Campeón del Mundo de Equipos | 2015 |
| Movistar Yamaha MotoGP   | Campeón del Mundo de Equipos | 2016 |

Campeonatos de constructores
| Piloto | Título                             | Año  |
| ------ | ---------------------------------- | ---- |
| Yamaha | Campeón del Mundo de Constructores | 2005 |
| Yamaha | Campeón del Mundo de Constructores | 2008 |
| Yamaha | Campeón del Mundo de Constructores | 2009 |
| Yamaha | Campeón del Mundo de Constructores | 2010 |
| Yamaha | Campeón del Mundo de Constructores | 2015 |

### Citas
1. ↑  «La apuesta de Yamaha para 2002 se llama M1». as.com. Consultado el 11 de enero de 2002.
2. ↑  «YAMAHA YZR-M1 990 cc: LA HISTORIA». bloggslot.blogspot.com. 10 de noviembre de 2011. Consultado el 5 de mayo de 2020.
3. ↑  «John Kocinski: Multi-Millionaire Test Rider». www.motorcycledaily.com (en inglés). 5 de marzo de 2001. Consultado el 5 de mayo de 2020.
4. ↑  «Yamaha Confirms Limited Role for John Kocinski in Test of OW-M1 GP Machine». www.motorcycledaily.com (en inglés). 13 de marzo de 2001. Consultado el 5 de mayo de 2020.
5. ↑  «Yamaha confirms Kocinski is to test OW-M1.». www.crash.net (en inglés). 8 de marzo de 2001. Consultado el 5 de mayo de 2020.
6. ↑  «Mission One: Introducing Yamaha's awesome YZR-M1.». www.crash.net (en inglés). 14 de mayo de 2001. Consultado el 5 de mayo de 2020.
7. ↑  «Biaggi se impuso en Rep. Checa». www.prensa.com. 26 de agosto de 2002. Consultado el 5 de mayo de 2020.
8. ↑  «Biaggi supera a Rossi en Sepang». www.elmundo.es. 13 de octubre de 2002. Consultado el 5 de mayo de 2020.
9. ↑  «Yamaha hace oficial el fichaje de Rossi por dos años». www.elmundo.es. Consultado el 9 de mayo de 2020.
10. ↑  «Rossi ficha por Yamaha, que no gana el título desde 1992». elpais.com. 10 de noviembre de 2003. Consultado el 9 de mayo de 2020.
11. ↑  «Jeremy Burgess acompañará a Rossi en Yamaha». www.motogp.com. Consultado el 9 de mayo de 2020.
12. ↑  «Rossi se hace con el 'Gran Premio Cero' en Montmeló». www.elmundo.es. 28 de marzo de 2004. Consultado el 9 de mayo de 2020.
13. ↑  «Suzuka no tendrá GP de motociclismo en el Mundial 2004». www.elmundo.es. 19 de septiembre de 2003. Consultado el 9 de mayo de 2020.
14. ↑  «Suzuka, suprimido del calendario de MotoGP 2004: Comunicado de la FIM». www.motoGp.com. 19 de septiembre de 2003. Consultado el 9 de mayo de 2020.
15. ↑  «El circuito de Suzuka, fuera del calendario 2004». ass.com. 19 de septiembre de 2003. Consultado el 9 de mayo de 2020.
16. ↑  «(Vídeo) 18 de abril de 2004, el día que Rossi "dio bien por el culo" a todos en Sudáfrica». www.todocircuito.com. 18 de abril de 2020. Consultado el 9 de mayo de 2020.
17. ↑  «Se cumplen 15 años de la primera victoria de Rossi con Yamaha». www.motosan.es. 18 de abril de 2019. Consultado el 9 de mayo de 2020.
18. ↑  «Valentino Rossi, el hombre que desafió a los dioses». www.motorbikemag.es. 13 de marzo de 2018. Consultado el 9 de mayo de 2020.
19. ↑  «Rossi wins 2004 world championship!». www.crash.net (en inglés). 17 de octubre de 2004. Consultado el 9 de mayo de 2020.
20. ↑  «Rossi proves rider greater than machine.». www.motoGp.com (en inglés). 19 de abril de 2004. Consultado el 9 de mayo de 2020.
21. ↑  «El día que Rossi demostró que no necesitaba una Honda para ganar». lat.motorsport.com. 18 de abril de 2020. Consultado el 9 de mayo de 2020.